# Лоренсон, Джеймс
Джеймс Лоренсон (англ. James Laurenson; 17 февраля 1940, Мартон, Манавату-Уангануи — 18 апреля 2024, Фрум, Юго-Западная Англия) — новозеландский актёр театра и кино.

## Биография
Лоренсон родился в Мартоне в 1940 году. Он был студентом Кентерберийского университетского колледжа в Крайстчерче (ныне Кентерберийский университет), где на него обратила внимание Найо Марш, доверившая ему в том числе главную роль в «Макбете» в Гражданском театре Крайстчерча в 1962 году.
Он переехал в Великобританию в середине 1960-х годов и дебютировал в кино в 1969 году небольшой ролью в фильме «Влюблённые женщины», хотя ранее у него также была не отмеченная в титрах роль оксфордского гребца в «Чудотворце».

## Фильмография
- Влюблённые женщины (1969) — министр
- Елизавета: Королева английская (1971) — Жан де Симье
- Бони (1971—72) — детектив-инспектор Наполеон «Бони» Бонапарт
- Дом ужасов Хаммера (1979) — мистер Рэйберн
- Пинк Флойд: Стена (1980) — отец Пинка
- Клуб монстров (1981) — Рейвен
- Инспектор Морс (1987) — Тони Ричардс
- Тайна личности Борна (1988) — Джилетт
- Приключения королевского стрелка Шарпа (1996—1997) — генерал-майор Гектор Росс
- Убийства в Мидсомере (2000) — Джеймс Тейт
- Безмолвный свидетель (2003) — профессор Питер Сакс
- Дэлзил и Пэскоу (2004) — Ричард Мэттис
- Генрих IV, части 1 и 2 (2012) — граф Уэстморленд
- Волчий зал (2015) — граф Шрусбери
- Корона (2016) — Джон Вейр
- Отец Браун (2014; 2017) — профессор Хилари Эмброуз
- Индевор (2017) — профессор Джордж Эмори
- Индевор (2018) — сэр Джон Бэрроу
- Матильда (2022) — спящий учитель

## Личная жизнь
Был женат на актрисе Кэрол Макреди (род. 1952). С 2006 года супруги проживали в английском торговом городке Фрум в Сомерсете.
Умер 18 апреля 2024 года в возрасте 84 лет.